# Gösta Gärdin
Gösta Gärdin, född 28 maj 1923 i Linköpings församling i Östergötlands län, död 12 december 2015 i Mullsjö-Sandhems församling i Jönköpings län, var en svensk militär och utövare av modern femkamp samt sedermera idrottsledare.

## Militär karriär
Gärdin avlade officersexamen vid Krigsskolan 1944 och utnämndes samma år till fänrik vid Smålands artilleriregemente, där han befordrades till löjtnant 1946. Åren 1949–1951 gick han Högre kursen vid Artilleri- och ingenjörhögskolan. Han befordrades till kapten 1956 och var detaljchef vid Utrustningsavdelningen i Arméstaben 1957–1961. År 1962 befordrades han till major och tjänstgjorde vid Bodens artilleriregemente 1962–1963, varpå han var sektionschef vid Arméstaben 1963–1967, befordrad till överstelöjtnant 1965. Åren 1967–1969 tjänstgjorde han vid Svea artilleriregemente. Han befordrades till överste 1969 och var chef för Krigsskolan 1969–1973 samt chef för Smålands artilleriregemente 1973–1976. År 1976 befordrades han till överste av första graden, varefter han var artilleri- och arméflyginspektör vid Arméstaben 1976–1983. Han var adjutant hos Hans Majestät Konungen 1965–1969 och från 1969 överadjutant.

## Idrottsliga meriter
- OS 1948 – Modern femkamp, brons[5]
- VM 1949 – Modern femkamp lag, guld

Gärdins idrott handlade i allt väsentligt om modern femkamp och hans aktiva karriär kröntes med OS-brons vid OS i London 1948. 
Efter perioden som aktiv verkade han som idrottsledare inom framförallt den olympiska rörelsen, där också modern femkamp blivit föremål för hans omsorg. Vid OS 1976 i Montréal och 1980 i Moskva var han överledare för "sin" gren, och i 12 år – 1984–1996 – hade Gärdin säte i styrelsen för SOK.
Under samma period var han också generalsekreterare i SMI, nuvarande Svenska Mångkampsförbundet. Åren 1989–2000 var Gärdin ordförande i Sveriges olympiska akademi. Han var 1989–2001 ordförande i Riksidrottens vänner och utsågs vid sin avgång till föreningens hedersordförande. Vid hans avgång instiftades Gösta Gärdins Ungdomsfond. Stipendiet skall tillfalla "en manlig eller kvinnlig idrottsledare, som under många år med framgång bedrivit ungdomsverksamhet och särskilt befrämjat förståelse för rent spel och glädje inom idrotten." Stipendiet skall användas i vidareutbildningssyfte.

## Utmärkelser
- Riddare av första klass av Svärdsorden, 1963.[9]
- Kommendör av Svärdsorden, 6 juni 1973.[10]